# ArtScience Museum
El ArtScience Museum es un museo situado en el resort integrado de Marina Bay Sands en el Downtown Core de Singapur. Inaugurado el 17 de febrero de 2011 por el primer ministro de Singapur, Lee Hsien Loong, es el primer museo ArtScience del mundo, con exposiciones que mezclan el arte, la ciencia, la cultura y la tecnología. Fue diseñado por el arquitecto Moshe Safdie. Aloja principalmente exposiciones itinerantes elaboradas por otros museos.

## Arquitectura

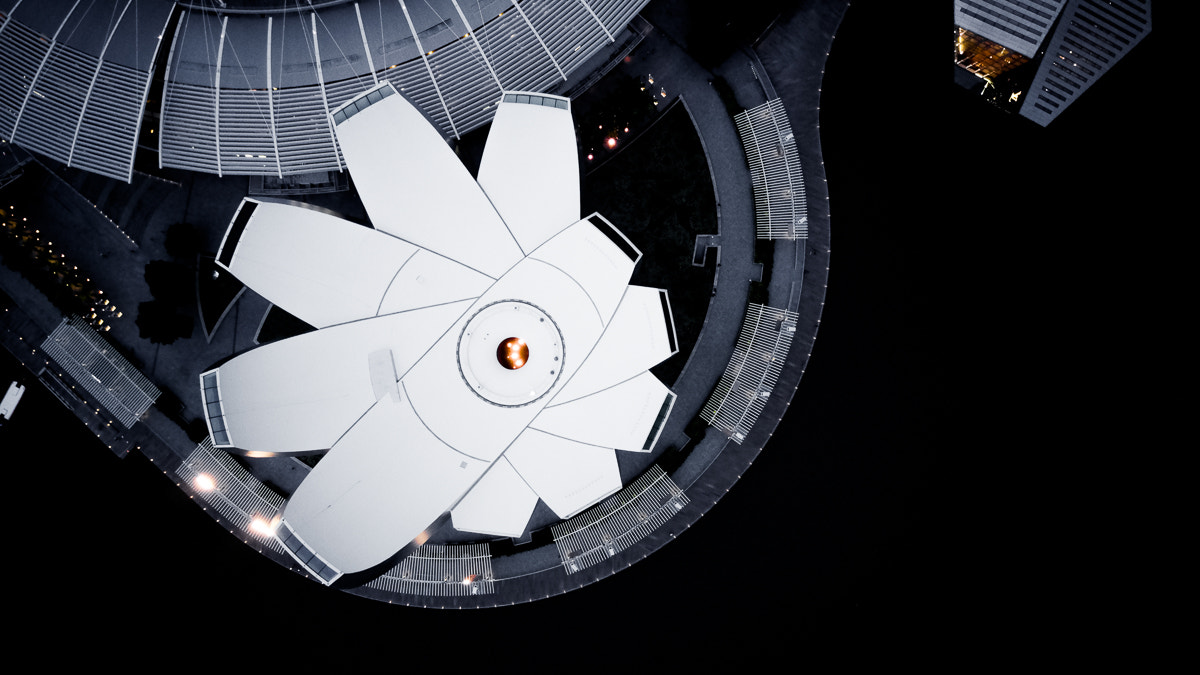
Vista aérea del ArtScience Museum.

El edificio, diseñado por Moshe Safdie, tiene una forma que recuerda a una flor de loto. Denominado «la mano que da la bienvenida a Singapur» por el presidente de Las Vegas Sands, Sheldon Adelson, el ArtScience Museum está anclado al terreno por una base circular y tiene diez extensiones conocidas como «dedos». Cada dedo tiene varios espacios para galerías con tragaluces en las «puntas» de los dedos, que proporcionan iluminación sostenible a las paredes curvas del interior.

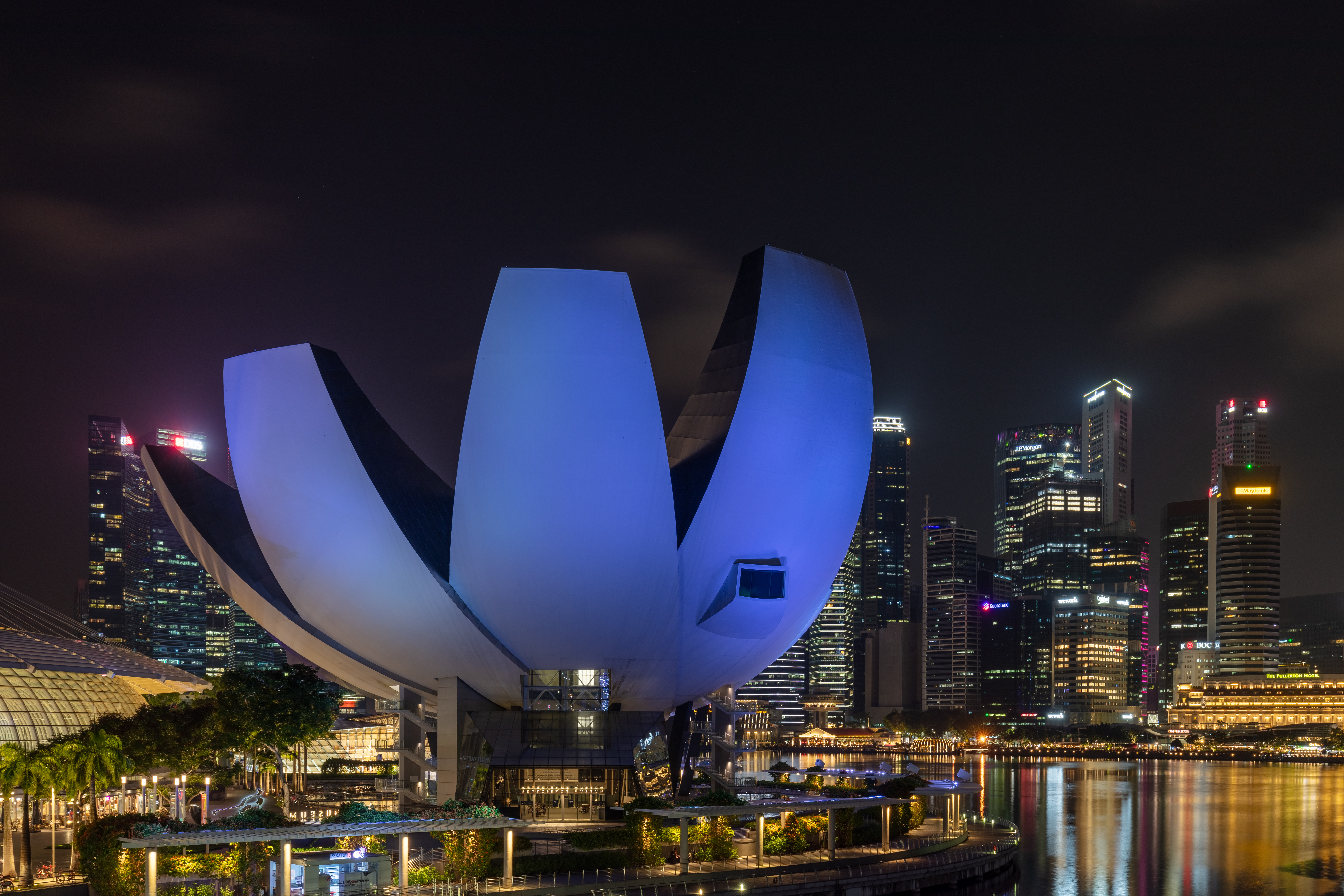
Vista nocturna del museo en febrero de 2011.

## Exposiciones
El ArtScience Museum tiene galerías con un espacio total de 6000 m² para exposiciones que combinan el arte y la ciencia, los medios de comunicación y la tecnología, así como motivos artísticos y arquitectónicos.
Las exposiciones permanentes muestran objetos representativos de los logros tanto de las artes como de las ciencias a lo largo de la historia, como la máquina voladora de Leonardo da Vinci, una linterna volante o un pez robótico de alta tecnología. El museo abrió con una exposición de una colección de la carga del naufragio de Belitung y tesoros de la dinastía Tang.